# 大地的女兒
《大地的女兒》（英語：Nell，又译《妮尔》、《内爾》）是一部1994年的美国电影，著名女演员朱迪·福斯特在片中扮演女主角，一位由母亲在与世隔绝的山林中养大的孤女。她同时还担任影片的首席制片人，影片还有连姆·尼森、娜塔莎·李察逊等名演员的加盟演出。影片由迈克尔·艾普特执导，剧本改编自马克·汉德利的舞台剧《Idioglossia》。马克·艾沙姆撰写了本片的原创配乐。朱迪·福斯特因本片获得第67届奥斯卡最佳女主角奖提名和第52届金球奖最佳女主角奖提名。

## 剧情
一位名叫維歐莉特·凱爾提的中风女病人在北卡罗莱纳州的森林中去世，附近镇上的医生傑利·洛威爾（连姆·尼森饰）在她位于林中的一个木屋子里找到了一个吓坏了的女子（朱迪·福斯特饰）。她嘴里说着傑利听不懂的语言，语气愤怒而粗鲁。傑利在屋里找到一本看来应该是属于死者維歐莉特的《圣经》，其中她留有字句请求找到这本书的人照顾她的女儿，她的名字叫妮爾。镇上的警长陶德·彼德森（尼克·瑟奇飾）找到的一则剪报证实了傑利的猜测，他在屋里找到的年轻女子就是死者的女儿妮爾，死者多年前因被强奸而怀孕。
傑利找到寶拉·歐爾森博士（娜塔莎·李察逊饰）请求帮助，她是一位致力于帮助自闭症儿童的专家。寶拉博士和她的同事斐利博士（里察·李柏提尼饰）对于研究一个“野孩子”很感兴趣，并且斐利博士在发现妮爾并不符合“野孩子”这一定义后还是用这个名字来称呼她。斐利和歐爾森立即向法庭申请了将妮爾控制起来进行“进一步研究”的许可，而洛威爾医生也及时找到自己的律师来阻止他们把妮爾关起来。在经过法庭听证后，法官给予歐爾森和洛威爾三个月的期限与妮爾进行交流，并了解她自己真正想要的是什么。寶拉带来了一座拥有各种电子仪器的船屋来监控妮爾的行为，而傑利则选择继续妮爾的木屋中静静地观察。
很快寶拉发现妮爾所说的语言其实就是英语，只是因为其母中风后患上的失语症而导致妮爾的发音很不规范。傑利也继续着对妮爾的了解和帮助，并且与寶拉之间开始产生感情。
妮爾白天在她家里睡觉或者工作，只在日落后才出外活动。她向傑利解释说这是因为她的妈妈警告过她“男人都是妖孽，会强奸女人”（《以赛亚书》1:4）。经过一段时间后，妮爾开始信任傑利，视其为朋友，像她的妈妈所保证的那样会来到她身边的"gah'inja"。傑利后来意识到这个妮爾的说的"gah'inja"实际上就是"guardian angel"（守护天使）。通过使用爆米花作为鼓励，傑利成功地引导妮爾走到阳光之下。之后，妮爾带着傑利和寶拉来到了一处小孩的遗骸——原来妮爾曾有一个叫梅的双胞胎姐妹，她在一次两人在林中玩耍时意外摔死，对着自己姐妹的遗骸，妮爾表现出的只是爱与尊重，而完全没有恐惧。
不久后，一位名叫邁克·伊巴拉（錫恩·布里傑斯饰）的记者听说了妮爾的故事并造访了她的小屋。妮爾一开始对访客感到好奇，但却被其拍照时的闪光灯惊吓到，这时洛威爾醫生及时赶到，并将记者赶了出去。但这一事件导致洛威爾和歐爾森发生争执，歐爾森博士认为出于对妮爾的安全着想，应该将她送到医院，但洛威爾醫生则相信妮爾应该像她一直所习惯的这样继续独自生活。最终傑利和寶拉决定应该让妮爾看一看外面的世界，他们将她带到了城里。
妮爾的故事被媒体广泛报导后不断发酵，之后她被强迫与傑利和寶拉分开并被送进了一家医院进行保护。但在医院中，妮爾变得极其沮丧，往日正常的反应也都变得极为迟钝。后来傑利成功地将其带离医院并藏身于一家旅店，寶拉也和他站在了同一边，两人终于承认自己爱上了对方。
在之后的法庭听证会上，寶拉的同事斐利博士为了能在一个严格受控的环境下对妮爾进行研究，在法庭上表示他认为妮爾患有阿斯伯格综合症（一种泛自闭症障碍），应该关在精神病院中进行治疗，其间傑利为此愤怒得数次打断他的发言。最终出乎所有人意料的是，通过傑利的解释和翻译，妮爾主动地在法庭上说出了自己的想法。
影片的最后一个场景已经是5年以后，傑利和寶拉带着他们的女儿来到妮爾的家里看到她，这天正是她的生日，妮爾的身边围满了朋友。

## 演员
- 朱迪·福斯特饰演妮爾·凱爾提
- 连姆·尼森饰演傑利·洛威爾医生
- 娜塔莎·李察逊饰演寶拉·歐爾森博士
- 里察·李柏提尼饰演亞歷山大·斐利博士
- 尼克·瑟奇饰演陶德·彼德森警长
- 錫恩·布里傑斯饰演记者邁克·伊巴拉

## 摄制历程
朱迪·福斯特原打算执导本片并聘请玛丽·斯汀伯根出演片中的Paula Olsen博士一角，但最终选择了由迈克尔·艾普特来执导，Paula Olsen博士一角也由娜塔莎·李察逊出演。克里斯蒂娜·艾伯盖特和布莉姬·芳达都曾参加了Paula一角的试镜，但在几周的前期制作中，娜塔莎最终被确定，而朱迪也接受了出演女主角Nell。影片的拍摄工作在北卡罗莱纳州进行。

## 评价

### 票房
影片首映获得570万美元的票房，最终美国本土票房为3360万美元，海外票房成绩7300万美元，总票房1亿零660万美元。

### 评价
本片评价较为混杂多元化，演员的演技多得到正面评价，但影片的主体故事情节反映不佳。特别是朱迪扮演的女主角得到了广泛好评，《华盛顿邮报》影评人里塔·肯普雷（Rita Kempley）在其专栏文章中赞扬Jodie的表演“远比电影本身更有价值”《纽约时报》专栏作家珍妮特·马斯林（Janet Maslin）则称Jodie的演技准确把握了人物的性格特征，不但展现出让人意外的纯粹效果，比片中其他任何一个角色都要出彩，更提升了影片的层次。罗杰·艾伯特的评论中则写道，尽管大致情节上可以预料，但《大地的女兒》仍然是一部“有效率的、感人的电影”，他同时还称赞了朱迪和連姆的表演。影片目前在烂蕃茄网站上保持着53%的新鲜度。

### 获奖与提名
| 名称               | 奖项                 | 提名        | 结果   |
| ------------------ | -------------------- | ----------- | ------ |
| 奥斯卡奖           | 最佳女主角           | 朱迪·福斯特 | 未获奖 |
| 金球奖             | 最佳女主角           | 朱迪·福斯特 | 未获奖 |
| 芝加哥影评人协会奖 | 最佳女主角           | 朱迪·福斯特 | 获奖   |
| MTV电影大奖        | 最佳女主角           | 朱迪·福斯特 | 未获奖 |
| 影视演员协会奖     | 最佳女主角           | 朱迪·福斯特 | 获奖   |
| 东南影评人协会奖   | 最佳女主角           | 朱迪·福斯特 | 获奖   |
| 金银幕奖           | 最佳女主角           | 朱迪·福斯特 | 获奖   |
| 義大利電影金像獎   | 最佳外国女演员       | 朱迪·福斯特 | 获奖   |
| 金球奖             | 最佳女主角（正剧类） | 朱迪·福斯特 | 未获奖 |
| 金球奖             | 最佳原创配乐         | 馬克·伊夏姆 | 未获奖 |
| 金球奖             | 最佳影片（正剧类）   |             | 未获奖 |